# Костадин Савинов
Костадин (Коста) Савинов с псевдоним Маркс е български революционер, деец на Вътрешната македоно-одринска революционна организация.

## Биография
Костадин Савинов е роден в град Охрид, тогава в Османската империя в стар охридски род – Никола Савинов е гръцки учител в града в първата половина на XIX век. В 1899 година завършва с четиринадесетия випуск Солунската българска мъжка гимназия и се занимава с търговия. Между 1905 и 1906 година е член на околийския комитет на ВМОРО в Охрид. През януари 1905 година е делегат от Охридско на Битолския окръжен конгрес на Организацията. След това е арестуван и осъден на 1 година затвор.